# 島崎猪十馬
島崎 猪十馬（しまざき いそま、1866年6月24日（慶応2年5月12日）- 1952年（昭和27年）3月21日）は、自由民権運動家・歴史家、自由民権運動高知旧各社記念会・世話人。板垣伯銅像記念碑建設同志会理事。

## 来歴

### 生い立ち
慶応2年5月12日(1866年6月24日)、土佐藩士・島崎善七の次男として、高知城下に生まれる。
明治10年(1877年)10月5日、高知県土佐国高知市第八大区四小区築屋敷38番地より高知市小高坂村越前町22番屋敷(現・高知市桜馬場)に転住。
高知市九反田の旧開成館に開校した立志学舎に学び、同年12月、自由民権運動の少年結社「活動舎」に加盟し、のち「嶽洋社」の活動に加わる。
明治15年(1882年)3月25日、高知第一中学校高等科（現・高知県立高知追手前高等学校）を卒業。卒業式には、高知県令(知事の旧称)・田辺輝美より「優等生」として賞品を賜った。

### 民権家として
明治15年(1882年)4月6日、自由党総理・板垣退助が、岐阜で兇漢に刺されると、世論は民権論に湧き立った。
同年5月11日、「嶽洋社」において『読吉田大八之述懐』を演説。
同年5月25日、「嶽洋社」において『之れ果して為政家の得策乎哉』を演説した。同日、「嶽洋社」では堀見章が『人間の本分とは如何なる者乎』を、明神安久が『告聴衆諸君』、小島稔が『尊王論』、坂本南海男が『告兄妹諸君』を演説している。
明治27年(1894年)12月27日、土佐郡小高坂村の士族・横山友時の四女「牧」と婚姻。
渡鮮して朝鮮総督府へ奉職するが、明治41年(1908年)、43歳で退官後、郷里高知市へ帰る。

### 歴史家として
高知市新町田渕55番屋敷に住して、土佐自由民権各社の歴史と功績をまとめ、各社で活動した人物の名簿を附し『旧各社事蹟』として編纂。自由民権運動の各結社を顕彰する「高知旧各社記念会」の世話人を務める。
昭和6年(1931年)3月14日、高知新聞社楼上において「旧自由民権運動家物故者の追悼会」の第1回準備会を開き、一般の賛同を得るため「舊各社故人追悼会趣意書」を起草。祭典挙行委員長・谷流水、会計係・池忠彦、島崎猪十馬、祭典係・田渕正賢ら8人。接待係・中島雅利ら7人、宴会係・平井純ら7人を選し、4月18日、高知大神宮・光彩殿(現・高知県高知市帯屋町2-7-2)において、追悼会と親睦会を挙行。『旧各社事蹟』の初版本を参列者に無償頒布したが、今日では自由民権運動の歴史を記した大変貴重な史料となっている。
昭和27年(1952年)3月21日、高知市桜馬場88番地において死去。享年87歳。葬儀は神式で挙行された。
墓は高知県高知市小高坂平和町、蛭ヶ谷墓地、西の屋根の北側下(今村墓地の北側下)にある。

## 家族
- 父：島崎善七（1825年 - 1885年）
- 母：島崎兎美（　　- 1920年）
  - 兄：島崎鶴吉（1853年 -　　）
  - 姉：島崎八重（1863年 -　　）
  - 本人：島崎猪十馬
  - 妻：横山友時[8]の四女「牧」（1876年 - 1952年）
    - 長男：島崎巖（1896年 - 1897年）
    - 長女：橋田輝
    - 次女：間美和
    - 三女：松村京

  - 妹：島崎猪兎（1872年 -　）

## 補註
1. ↑  “『板垣精神 -明治維新百五十年・板垣退助先生薨去百回忌記念-』”.  一般社団法人 板垣退助先生顕彰会 (2019年2月11日). 2020年9月1日閲覧。
2. ↑  『土佐史談』第138号
3. ↑  『板垣退助君略傳』池田永馬編、板垣伯銅像記念碑建設同志会、大正13年（1924年）9月5日
4. 1 2 3 4 5 6  『舊各社事蹟』島崎猪十馬編、原本昭和6年(1931年)初版、自由民権百年高知県記念事業実行委員会、昭和56年(1981年)覆刻
5. 1 2 3 4 5 6 7 8  山本泰三『土佐の墓(1)』土佐史談会、1987年(昭和62年)、292頁
6. ↑  『高知新聞』明治15年(1882年)5月10日号
7. 1 2  『土陽新聞』明治15年(1882年)5月25日附雑報欄
8. ↑  高知県高知市小高坂住